# Coppa del Mondo di sci di fondo 1989
La Coppa del Mondo di sci di fondo 1989 fu l'ottava edizione della manifestazione organizzata dalla Federazione Internazionale Sci. Nel corso della stagione si tennero a Lahti i Campionati mondiali di sci nordico 1989, validi anche ai fini della Coppa del Mondo, il cui calendario non contemplò dunque interruzioni.
La stagione maschile ebbe inizio il 10 dicembre 1988 a Ramsau am Dachstein, in Austria, e si concluse il 12 marzo 1989 a Falun, in Svezia. Furono disputate 12 gare individuali (4 a tecnica classica, 7 a tecnica libera, 1 - per la prima volta - a inseguimento) e 5 staffette, in 8 diverse località. Lo svedese Gunde Svan si aggiudicò la coppa di cristallo, il trofeo assegnato al vincitore della classifica generale. Non vennero stilate classifiche di specialità; Svan era il detentore uscente della Coppa generale.
La stagione femminile ebbe inizio il 10 dicembre 1988 a La Féclaz, in Francia, e si concluse il 12 marzo 1989 a Falun. Furono disputate 12 gare individuali (5 a tecnica classica, 6 a tecnica libera, 1 - per la prima volta - a inseguimento) e 5 staffette, in 8 diverse località. La sovietica Elena Välbe si aggiudicò la coppa di cristallo. Non vennero stilate classifiche di specialità; Marjo Matikainen era la detentrice uscente della Coppa generale.

## Uomini

### Risultati
| Data                                    | Località             | Nazione          | Spec.      | Primo                                                        | Secondo                                                             | Terzo                                                                   |
| --------------------------------------- | -------------------- | ---------------- | ---------- | ------------------------------------------------------------ | ------------------------------------------------------------------- | ----------------------------------------------------------------------- |
| 10 dicembre 1988                        | Ramsau am Dachstein  | Austria          | 15 km TL   | Torgny Mogren                                                | Gunde Svan                                                          | Uwe Bellmann                                                            |
| 11 dicembre 1988                        | Ramsau am Dachstein  | Austria          | 4x10 km TC | dati non disponibili                                         | dati non disponibili                                                | dati non disponibili                                                    |
| 14 dicembre 1988                        | Bohinj               | Jugoslavia       | 30 km TL   | Gunde Svan                                                   | Torgny Mogren                                                       | Pål Gunnar Mikkelsplass                                                 |
| 17 dicembre 1988                        | Val di Sole          | Italia           | 15 km PU   | Gunde Svan                                                   | Torgny Mogren                                                       | Pål Gunnar Mikkelsplass                                                 |
| 7 gennaio 1989                          | Kavgolovo            | Unione Sovietica | 15 km TC   | Vegard Ulvang                                                | Pål Gunnar Mikkelsplass                                             | Vladimir Smirnov                                                        |
| 8 gennaio 1989                          | Kavgolovo            | Unione Sovietica | 4x10 km TL | dati non disponibili                                         | dati non disponibili                                                | dati non disponibili                                                    |
| 13 gennaio 1989                         | Nové Město na Moravě | Cecoslovacchia   | 15 km TL   | Gunde Svan                                                   | Pål Gunnar Mikkelsplass                                             | Vegard Ulvang                                                           |
| 15 gennaio 1989                         | Nové Město na Moravě | Cecoslovacchia   | 30 km TC   | Gunde Svan                                                   | Pål Gunnar Mikkelsplass                                             | Holger Bauroth                                                          |
| Campionati mondiali di sci nordico 1989 |                      |                  |            |                                                              |                                                                     |                                                                         |
| 18 febbraio 1989                        | Lahti                | Finlandia        | 30 km TC   | Vladimir Smirnov                                             | Vegard Ulvang                                                       | Christer Majbäck                                                        |
| 20 febbraio 1989                        | Lahti                | Finlandia        | 15 km TL   | Gunde Svan                                                   | Torgny Mogren                                                       | Lars Håland                                                             |
| 22 febbraio 1989                        | Lahti                | Finlandia        | 15 km TC   | Harri Kirvesniemi                                            | Pål Gunnar Mikkelsplass                                             | Vegard Ulvang                                                           |
| 24 febbraio 1989                        | Lahti                | Finlandia        | 4x10 km    | Svezia Christer Majbäck Gunde Svan Lars Håland Torgny Mogren | Finlandia Aki Karvonen Harri Kirvesniemi Kari Ristanen Jari Räsänen | Cecoslovacchia Ladislav Švanda Martin Petrásek Radim Nyč Václav Korunka |
| 26 febbraio 1989                        | Lahti                | Finlandia        | 50 km TL   | Gunde Svan                                                   | Torgny Mogren                                                       | Aleksej Prokurorov                                                      |
| 4 marzo 1989                            | Oslo                 | Norvegia         | 50 km TL   | Vegard Ulvang                                                | Holger Bauroth                                                      | Torgny Mogren                                                           |
| 5 marzo 1989                            | Oslo                 | Norvegia         | 4x10 km TL | dati non disponibili                                         | dati non disponibili                                                | dati non disponibili                                                    |
| 11 marzo 1989                           | Falun                | Svezia           | 30 km TL   | Lars Håland                                                  | Torgny Mogren                                                       | Vegard Ulvang                                                           |
| 12 marzo 1989                           | Falun                | Svezia           | 4x10 km TC | dati non disponibili                                         | dati non disponibili                                                | dati non disponibili                                                    |

Legenda:

TC = tecnica classica

TL = tecnica libera

PU = inseguimento

### Classifiche

#### Generale

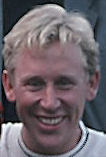
Gunde Svan

| Pos. | Nome                    | Nazione          | Punti |
| ---- | ----------------------- | ---------------- | ----- |
| 1    | Gunde Svan              | Svezia           | 170   |
| 2    | Vegard Ulvang           | Norvegia         | 154   |
| 3    | Torgny Mogren           | Svezia           | 140   |
| 4    | Pål Gunnar Mikkelsplass | Norvegia         | 134   |
| 5    | Vladimir Smirnov        | Unione Sovietica | 74    |
| 6    | Lars Håland             | Svezia           | 67    |
| 7    | Holger Bauroth          | Germania Est     | 57    |
| 8    | Christer Majbäck        | Svezia           | 46    |
| 9    | Uwe Bellmann            | Germania Est     | 45    |
| 10   | Terje Langli            | Norvegia         | 43    |
|      | Aleksej Prokurorov      | Unione Sovietica | 43    |

## Donne

### Risultati
| Data                                    | Località    | Nazione          | Spec.     | Prima                                                                             | Seconda                                                                        | Terza                                                                  |
| --------------------------------------- | ----------- | ---------------- | --------- | --------------------------------------------------------------------------------- | ------------------------------------------------------------------------------ | ---------------------------------------------------------------------- |
| 10 dicembre 1988                        | La Féclaz   | Francia          | 5 km TL   | Alžbeta Havrančíková                                                              | Tamara Tichonova                                                               | Elena Välbe                                                            |
| 11 dicembre 1988                        | La Féclaz   | Francia          | 4x5 km TC | dati non disponibili                                                              | dati non disponibili                                                           | dati non disponibili                                                   |
| 14 dicembre 1988                        | Campra      | Svizzera         | 15 km TL  | Elena Välbe                                                                       | Alžbeta Havrančíková                                                           | Larisa Lazutina                                                        |
| 17 dicembre 1988                        | Davos       | Svizzera         | 10 km TC  | Julija Šamšurina                                                                  | Pirkko Määttä                                                                  | Elena Välbe                                                            |
| 18 dicembre 1988                        | Davos       | Svizzera         | 4x5 km TL | dati non disponibili                                                              | dati non disponibili                                                           | dati non disponibili                                                   |
| 7 gennaio 1989                          | Kavgolovo   | Unione Sovietica | 15 km TC  | Elena Välbe                                                                       | Svetlana Nagejkina                                                             | Trude Dybendahl                                                        |
| 8 gennaio 1989                          | Kavgolovo   | Unione Sovietica | 4x5 km TL | dati non disponibili                                                              | dati non disponibili                                                           | dati non disponibili                                                   |
| 13 gennaio 1989                         | Klingenthal | Germania Est     | 10 km TC  | Marianne Dahlmo                                                                   | Manuela Di Centa                                                               | Anne Jahren                                                            |
| 15 gennaio 1989                         | Klingenthal | Germania Est     | 30 km TL  | Alžbeta Havrančíková                                                              | Gabriele Heß                                                                   | Marianne Dahlmo                                                        |
| Campionati mondiali di sci nordico 1989 |             |                  |           |                                                                                   |                                                                                |                                                                        |
| 17 febbraio 1989                        | Lahti       | Finlandia        | 10 km TC  | Marja-Liisa Kirvesniemi                                                           | Pirkko Määttä                                                                  | Marjo Matikainen                                                       |
| 19 febbraio 1989                        | Lahti       | Finlandia        | 10 km TL  | Elena Välbe                                                                       | Marjo Matikainen                                                               | Tamara Tichonova                                                       |
| 21 febbraio 1989                        | Lahti       | Finlandia        | 15 km TC  | Marjo Matikainen                                                                  | Marja-Liisa Kirvesniemi                                                        | Pirkko Määttä                                                          |
| 24 febbraio 1989                        | Lahti       | Finlandia        | 4x5 km    | Finlandia Pirkko Määttä Marja-Liisa Kirvesniemi Jaana Savolainen Marjo Matikainen | Unione Sovietica Julija Šamšurina Raisa Smetanina Tamara Tichonova Elena Välbe | Norvegia Inger Helene Nybråten Anne Jahren Nina Skeime Marianne Dahlmo |
| 25 febbraio 1989                        | Lahti       | Finlandia        | 30 km TL  | Elena Välbe                                                                       | Larisa Lazutina                                                                | Marjo Matikainen                                                       |
| 4 marzo 1989                            | Oslo        | Norvegia         | 20 km PU  | Marja-Liisa Kirvesniemi                                                           | Tamara Tichonova                                                               | Anne Jahren                                                            |
| 11 marzo 1989                           | Falun       | Svezia           | 15 km TL  | Elena Välbe                                                                       | Tamara Tichonova                                                               | Manuela Di Centa                                                       |
| 12 marzo 1989                           | Falun       | Svezia           | 4x5 km TC | dati non disponibili                                                              | dati non disponibili                                                           | dati non disponibili                                                   |

Legenda:

TC = tecnica classica

TL = tecnica libera

PU = inseguimento

### Classifiche

#### Generale
| Pos. | Nome                    | Nazione          | Punti |
| ---- | ----------------------- | ---------------- | ----- |
| 1    | Elena Välbe             | Unione Sovietica | 167   |
| 2    | Alžbeta Havrančíková    | Cecoslovacchia   | 105   |
| 3    | Tamara Tichonova        | Unione Sovietica | 93    |
| 4    | Manuela Di Centa        | Italia           | 91    |
| 5    | Larisa Lazutina         | Unione Sovietica | 89    |
| 6    | Marja-Liisa Kirvesniemi | Finlandia        | 87    |
| 7    | Marianne Dahlmo         | Norvegia         | 81    |
| 8    | Julija Šamšurina        | Unione Sovietica | 75    |
| 9    | Pirkko Määttä           | Finlandia        | 62    |
| 10   | Anne Jahren             | Norvegia         | 60    |